# Carpinus kawakamii
Carpinus kawakamii är en björkväxtart som beskrevs av Bunzo Hayata. Carpinus kawakamii ingår i släktet avenbokar, och familjen björkväxter.
Artens utbredningsområde är Taiwan. Trädet är lövfällande och växer i bergstrakter mellan 1000 och 2500 meter över havet. Carpinus kawakamii ingår i skogar och den föredrar soliga platser. För beståndet är inga hot kända. Hela populationen anses vara stabil. IUCN listar arten som livskraftig (LC).

## Underarter
Arten delas in i följande underarter:
- C. k. kawakamii
- C. k. minutiserrata